# Pareoporis nigrosignata
Pareoporis nigrosignata är en skalbaggsart som beskrevs av Stefan von Breuning 1969. Pareoporis nigrosignata ingår i släktet Pareoporis och familjen långhorningar. Inga underarter finns listade i Catalogue of Life.